# Лежнино (Нижегородская область)
 Лежнино  — опустевшая деревня в Шарангском районе Нижегородской области в составе  Щенниковского сельсовета .

## География
Расположена на расстоянии примерно 10 км на север от районного центра поселка Шаранга.

## История
Была известна с 1873 года как починок Лежнин, где было дворов 6 и жителей 84, в 1905 32 и 209, в 1926 (деревня Лежнино) 42 и 259, в 1950 49 и 198. По состоянию на 2020 год опустела.

## Население
Постоянное население составляло 1 человек (русские 100%) в 2002 году, 1 в 2010.